# Carson (Dakota del Nord)
Carson és una població dels Estats Units a l'estat de Dakota del Nord. Segons el cens del 2008 tenia 257 habitants.

## Demografia
Segons el cens del 2000, Carson tenia 319 habitants, 154 habitatges, i 83 famílies. La densitat de població era de 30,6 hab./km².
Dels 154 habitatges en un 23,4% hi vivien nens de menys de 18 anys, en un 44,2% hi vivien parelles casades, en un 8,4% dones solteres, i en un 45,5% no eren unitats familiars. En el 44,8% dels habitatges hi vivien persones soles el 30,5% de les quals corresponia a persones de 65 anys o més que vivien soles. El nombre mitjà de persones vivint en cada habitatge era de 2,07 i el nombre mitjà de persones que vivien en cada família era de 2,92.
Per edats la població es repartia de la següent manera: un 23,5% tenia menys de 18 anys, un 5,6% entre 18 i 24, un 22,6% entre 25 i 44, un 16,9% de 45 a 60 i un 31,3% 65 anys o més.
L'edat mediana era de 43 anys. Per cada 100 dones de 18 o més anys hi havia 78,1 homes.
La renda mediana per habitatge era de 19.722$ i la renda mediana per família de 23.056$. Els homes tenien una renda mediana de 16.806$ mentre que les dones 21.000$. La renda per capita de la població era de 11.754$. Entorn del 16,3% de les famílies i el 21,7% de la població estaven per davall del llindar de pobresa.

## Poblacions més properes
El següent diagrama mostra les poblacions més properes.